# Liebe ohne Rückfahrschein
Liebe ohne Rückfahrschein ist eine romantische Komödie aus dem Jahr 2004. Die Hauptrollen übernahmen Jeanette Biedermann und Jan Sosniok. Gedreht wurde 2004 in Berlin. Die Erstausstrahlung fand am 9. November 2004 statt und erreichte eine Zuschauerquote von 5,65 Mio., dies entspricht einen Marktanteil von 17,4 %.

## Handlung
Julia Behrendt liebt das Tanzen mehr als alles andere. Sie wohnt in einem Vorort von Berlin und muss jeden Tag mit der Bahn fahren. Dort trifft sie einen jungen Mann. Sie weiß allerdings nicht, dass dieser Unbekannte der Immobilienmakler Martin ist. Er soll die Tanzschule abreißen, um dort ein neues Einkaufszentrum zu bauen. Zusammen mit Roberto, ihrem Mitschüler, versucht Julia alles, um den Abriss der Tanzschule zu verhindern.

## Rezeption
Die TV Spielfilm bewertete den Film negativ: „Süß, bunt und ganz furchtbar hohl.“
Die Fernsehzeitung Prisma vergibt ebenso nur zwei von fünf möglichen Sternen, denn der Regisseur habe „hier eine Geschichte inszeniert, deren Verlauf eigentlich schon nach wenigen Minuten klar ist.“ Weiter heißt es „Dank der sympathischen Darsteller […] folgt man der vorhersehbaren Story von Astrid Ströher […] dennoch.“